# مقسط بن زهير التغلبي
مقسط بن زهير بن الحرث التغلبي (توفي في 61هـ/ 680 م) من أصحاب علي بن أبي طالب ومن المشاركين مع في معاركه الثلاث (معركة صفين، ووقعة الجمل، ومعركة النهروان) وقد شارك مع ابنه الحسين في معركة كربلاء وقتل فيها، وهو من أهل الكوفة.

## نسبه
لديه أخوان هما كردوس، وقاسط، قد شاركاه في معاركه الثلاث ومعركته الآخيرة.

## مقتله
عندما علم هو وأخويه بقدوم الحسين خرجوا إليه في ليلة العاشر من محرم وقتلوا في المعركة صباحًا في الحملة الأولى.